# Molophilus muggil
Molophilus muggil är en tvåvingeart som beskrevs av Günther Theischinger 1994. Molophilus muggil ingår i släktet Molophilus och familjen småharkrankar. Inga underarter finns listade i Catalogue of Life.